# Castiglione (Forlì)
Castiglione è una frazione del Comune di Forlì che dista circa 11,5 km dal centro cittadino. La frazione sorge quasi a metà strada tra Forlì e Faenza e sorge ai piedi delle prime colline che circondano la città.
Castel Leone, l'antico nome con il quale era conosciuto, ha svolto, tra l'XI nel XIII secolo, un ruolo fondamentale negli equilibri politico-militari tra la città di Forlì e Faenza e nel corso della sua storia fu ripetutamente conquistata e distrutta dall'una o dall'altra città.
Il nome Castiglione evidenzia come nei secoli passati dovesse essere sede di un castello, oggi distrutto, e di cui si hanno menzioni a partire fin dal X secolo. È difficile ricostruire esattamente tutte le vicissitudini ma si sa che all'inizio del XII fu distrutto dai faentini e ricostruito le forlivesi nel 1165. Nel 1170 i faentini, nel tentativo di conquistarlo, furono annientati dai forlivesi. Ne seguì quindi un aspro scontro nei quali i faentini, nel tentativo di vendicare la sconfitta subita, scesero in campo contro il forlivesi, vincendoli.  non contenti di questa vittoria nel 1171 giunsero fino alle soglie di Porta Schiavonia infliggendo una 2ª sconfitta ai forlivesi. Nel 1201 Castiglione fu nuovamente distrutto e con le sue rovine fu edificata la chiesa di San Giacomo della Penna.
Nel 1494 Castiglione fu saccheggiata dal duca di Calabria in lotta contro Caterina Sforza.
Non chiare invece sono le origini della locale chiesa parrocchiale che si sa fu ricostruita nel 1904 per volere di Don Ciro Bettini. La Chiesa presenta 3 altari, in uno dei quali è presente una tela di Giuseppe Marchetti, raffigurante la Madonna della speranza.